# Szmegma
A szmegma (görögül σμήγμα, „szappan”)) leváló hámsejtek, kötőszövet, átizzadt szerves olajok és nedvanyag összessége, ami mint egy olajos folyadék, takarja mind a hímnemű, mind a nőnemű emlősök nemi szervének egy részét, ahol közösülés alkalmával kenőanyagként szolgál. A női nemi szerv esetében a csikló és a kis szeméremajak, a hím szervek esetében a makk és a fityma érintkező felületeit takarja.

## Női szmegma
A női szmegma (latinul 'smegma clitoridis') nagyrészt a csikló és az azzal érintkezésben álló szervrészek faggyúmirigyeinek váladéka és elhalt hámsejtek keveréke. Ez nagyobb bőségben képződik, mint a férfi szervezet által termelt szmegma. Szennyező anyagai általában hamarosan eltávoznak a jelenlét oka megszűnte után.

## Férfi szmegma
Férfiak által termelt szmegma nedvesen tartja a makk felületét és közösülés alkalmával kenőanyagként szolgál. Korábbi elképzelés szerint ez a makk-tövi faggyúmirigyek, a Tyson-féle mirigyek terméke lenne, de erre bizonyítékot nem találtak. Egy újabb álláspont szerint a férfi szmegma a fityma belső felületét takaró mikroszkopikus kidudorodásokból ered az ezekből folyamatosan leváló élő sejtek elzsírosodásával. Prakesh analizálta a váladékot és azt találta, hogy annak 26,6%-a zsiradék volt, 13,3%-a fehérje, ezenkívül elhalt hámsejtek, szkvalén, here-, valamint mellékhere-váladék, mások lizozimet (egy baktériumoktól védő hormont) és androszteront (nemi hormont) is találtak. Wright szerint gyerekkorban szmegma csak gyéren képződik, bár a fityma felületét már borítja hámsejtréteg. Kamaszkorban a szmegmaképződés felgyorsul a teljes nemi érettség koráig, felnőttkorban eléri maximumát, amikor nemi kenőanyagként szolgál, öregkorban pedig lelassul, majd csaknem teljesen leáll.

## Szmegma és egészség
A szmegmát még az évszázad elejéig sokan úgy tekintették, mint egészségre káros anyagot. Ezt a nézetet csak 2006-ban döntötték meg. A szerzők 75 orvosi szakirodalmi mű idézésével megvizsgálták az eddig felhozott érveket a szmegma rákokozó létének kimutatására. Ezeket kiértékelve leszögezik, hogy az érveknek hiányoznak megfelelő alapjai és a szmegma nem okoz rákos megbetegedést.

## Fordítás
Ez a szócikk részben vagy egészben  a   Smegma című angol Wikipédia-szócikk ezen változatának fordításán alapul.  Az eredeti cikk szerkesztőit annak laptörténete sorolja fel. Ez a jelzés csupán a megfogalmazás eredetét és a szerzői jogokat jelzi, nem szolgál a cikkben szereplő információk forrásmegjelöléseként.